# East Bay Football Club Stompers
East Bay FC Stompers é um clube americano de futebol  que atualmente disputa a National Premier Soccer League . Fundada em 2012 em São Francisco como San Francisco Stompers Football Club, desde a temporada de 2016 está sediada em Hayward, Califórnia . A equipe compete na Região Oeste - Conferência Golden Gate.

## Estádios
- Estádio Terra Nova High School ( Pacifica, CA )
- Kezar Stadium (São Francisco, CA)
- Boxer Stadium (San Francisco, CA)
- Estádio da escola secundária de Lowell (São Francisco, CA)
- Pioneer Stadium (Hayward, Califórnia)